# Разработка (музыка)
Разрабо́тка в музыке:

## Разработка (процесс)
Разработка (нем. Verarbeitung, Ausarbeitung; англ. development; фр. développement) — развитие материала, предполагающее вычленение отдельных элементов, подвергающихся преобразованиям.
Приёмы разработки:
- структурные (дробление темы на фразы, мотивы),
- звуковысотные (интервальное расширение, сжатие мотивов, обращение; гармоническое и тональное обновление, в том числе секвенции),
- ритмические (увеличение, уменьшение),
- фактурно-тембровые (в том числе переоркестровка),
- полифонические (имитации, канонические секвенции, фугато).

Разработка применяется в развивающих средних разделах простых форм (главным образом в середине 3-частной), в разработке (втором её значении, см. ниже), в связующей партии и иногда в коде сонатной формы, рондо-сонаты.
Формируясь в музыке XVII века и 1-й половины XVIII века (в том числе в интермедиях фуги, старинной концертной формы), разработка стала основным методом развития у композиторов венской классической школы. Разработка сохраняет важное значение в сочинениях XIX века и XX века.

## Разработка (часть произведения)
Разработка (нем. Durchführung, Durchführungsteil; англ.  development section; фр. partie du développement) — центральный раздел формы сонатного аллегро и рондо-сонаты, а также некоторых свободных и смешанных форм, где разрабатываются темы экспозиции. Иногда разработка сонатной формы включает в себя эпизод, излагающий новую тему, или полностью заменяется эпизодом на новом музыкальном материале.